# Omonogawa
Omonogawa (in giapponese 雄物川町?, Omonogawa-machi) era una città (machi) situata nel distretto di Hiraka, parte della prefettura di Akita sull'isola giapponese di Honshū. Nel 2005,la città è stata incorporata nella città di Yokote e ha cessato di esistere come entità amministrativa indipendente.

## Storia
L'area di Omonogawa fu inizialmente abitata da agricoltori che vivevano principalmente di pesca e produzione di riso. Venne ufficialmente istituita come villaggio, quando venne promulgata la legge sulla struttura dei comuni nel 1888.
Successivamente, il 1° aprile 1955, il villaggio di Omonogawa venne elevato a machi grazie alla fusione della città di Numadate, dei villaggi di Satomi e Fukuchi e di parte del distretto di Ōsawa del villaggio Meiji di Ogachi. Il 10 ottobre di quell'anno anche il villaggio di Tateai fu incorporato a Omonogawa, ad eccezione della parte situata nel distretto di Miyata . Il 1° aprile 1957 i distretti di Numata e Kuwanoki della città di Jūmonji divennero parte di Omonogawa. A sua volta, il 20 giugno di quell'anno, il distretto di Taruminai venne separato da esso e incorporato in quello di Hiraki.
Il 1º ottobre 2005 Omonogawa, insieme alle città di Hiraka, Jūmonji, Masuda e Ōmori e ai villaggi di Sannai e Taiyū (tutti nel distretto di Hiraka), è stata unita a Yokote nell'ambito di una riorganizzazione amministrativa volta a migliorare l'efficienza della gestione locale.

## Geografia
Omonogawa si trova nella parte meridionale della prefettura di Akita ed è circondata da un territorio prevalentemente collinare e da zone agricole. La sua superficie era di 73,60 km². Il fiume Omono (雄物川), da cui prende il nome, attraversava la città, fornendo una risorsa fondamentale per l'irrigazione dei campi coltivati.

## Economia
L'economia di Omonogawa si basava principalmente sull'agricoltura, con particolare attenzione alla coltivazione del riso, prodotto distintivo della regione. La prefettura di Akita fa parte della più ampia regione di Tōhoku, nota per i suoi prodotti agricoli di alta qualità, in particolare riso, mele e altri cereali. Inoltre, vi erano piccole industrie locali legate alla lavorazione dei prodotti agricoli e alla produzione di artigianato tradizionale.

## Demografia
Nel 2003 la città aveva una popolazione stimata di 10 829 abitanti e una densità di 147,13 ab/km².
Il 1° marzo 2005 ci fu un altro censimento e si stimò una popolazione di 10 838 abitanti.

## Cultura e tradizioni
Come molte città della prefettura di Akita, Omonogawa vantava tradizioni culturali e festività locali. In particolare, era nota per le celebrazioni legate alla raccolta del riso e per alcuni eventi folcloristici che coinvolgevano la comunità locale.

## Trasporti
Omonogawa era servita da diverse strade regionali che la collegavano a Yokote e ad altre città della prefettura. La vicinanza con le principali vie di comunicazione facilitava il trasporto delle merci agricole verso i mercati locali e nazionali.